# Jan Raszka
Jan Florian Raszka (2. května 1871, Ropice – 23. listopadu 1945, Krakov) byl polský sochař, rytec, medailér, malíř, profesor a akademický pedagog z Těšínského Slezska.

## Životopis
Narodil se v Ropici na Těšínsku v chudé evangelické rodině. Byl synem Jana Raszky, správce železnice, a Marie Raszkové rozené Kiszové. Vystudoval lidovou školu v Pudlově (nyní část Bohumína). V roce 1892 složil maturitu v německém státním gymnáziu v Těšíně, kde vstoupil do tajné polské studentské organizace „Jedność“ (Jednota). O dva roky později spoluzakládal Asociaci polských akademiků na Těšínském Slezsku – „Znicz“ (Pochodeň).
Po absolvování střední školy se podle svých uměleckých zájmů zapsal na Akademii výtvarných umění ve Vídni. Pět let studoval malbu a sochařství pod vedením Julia Victora Bergera, Siegmunda L'Allemanda, Augusta Eisenmengera, Edmunda von Hellmera a Caspara von Zumbuscha. Jeho jezdecký portrét císaře Františka Josefa I. pochází z vídeňského období.
V roce 1900 zvítězil v soutěži, kterou vyhlásil Artur Krupp, majitel společnosti na výrobu kovových výrobků v Berndorfu, při příležitosti výstavy v Paříži s modelem hnědé skupiny zobrazující konec jednoho a nadcházející nové století. Jeho dílo „19. a 20. století“ mělo zdůraznit význam páry a elektřiny v obou stoletích. Devatenácté století symbolizovala postava pracovníka, jehož pravá ruka drží kladivo a spočívá na okřídleném kole – symbolu komunikace a obchodu. Elektřina byla ztělesněna mladým mužem, který zapálil čtyři plameny rozkvétající z šeříkových pohárů na větvi naznačující oblouk nad tělem ženy. Sokl pokrývá had, symbol věčnosti.
V roce 1902 se přestěhoval do Krakova, kde byl zaměstnán při restaurátorských pracích na Wawelu a zároveň se stal lektorem kresby a sochařství na Fakultě umění na Technické univerzitě v Krakově. Ještě před vypuknutím první světové války se během svého pobytu ve městě setkal s Józefem Piłsudským a dalšími polskými aktivisty.
V roce 1914 se jako dobrovolník zapsal v Těšíně do Slezské legie, která se zúčastnila první světové války jako součást východní legie a poté polských legií. Od roku 1916 sloužil Raszka ve druhé brigádě, které velel generál Józef Haller. 10. srpna 1917 začal sloužit v Krakovském archivu polských legií a byl zde veden jako válečný sochař. Od 1. října 1917 zastával pozici úředníka, který se staral o hroby legionářů. Během tohoto období navrhoval mimo jiné legionářské medaile a vlastenecké odznaky. Výtěžek z jejich prodeje byl použit na financování legií.
Po první světové válce se vrátil do Vyšší průmyslové školy v Krakově. V letech 1922–1931 byl ředitelem této instituce. Od roku 1919 byl prezidentem Svazu umělců v Krakově. V roce 1921 byl spoluzakladatelem Společnosti umělců a sochařů „Rodzina“ .
Ve druhé polovině roku 1931, ve věku 60 let, odešel do důchodu. Kromě umění byla jeho vášní technika. Byl členem Krakovské společnosti techniků. Na některé své nápady získal patenty.
Na konci svého života napsal monografie, které zůstaly v rukopisu mnoho let. Byly upraveny Joannou Walaszakovou a poprvé publikovány v roce 2005 Výborem pro obnovu památníku slezských legionářů v Těšíně.
Zemřel 23. listopadu 1945 v Krakově a byl pohřben na zdejším Rakovickém hřbitově.

## Tvorba
Vytvořil klasická díla, ale zůstal pod vlivem modernismu: zpočátku secesního stylu, později uměleckého stylu art deco, který po několik desetiletí dominoval umění na konci 19. a začátku 20. století. Jako sochař je Jan Raszka znám především svými památníky, zejména těmi, které jsou věnovány padlým vojákům z první světové války. Během druhé polské republiky byl autorem mnoha soch a památníků, které stály ve veřejném prostoru. Po vypuknutí druhé světové války Němci některé reliéfy a památníky J. Raszky zničili. V letech 1920–1939 vznikly tyto práce:

### Pomníky
- Památník svobody v Dziedzicích, postavený v roce 1924 ze sociálních příspěvků
- Busta prezidenta pro pomník Gabriela Narutowicze v Bílsku (1930), Němci ji zničili o devět let později. Po válce nebyl památník z politických důvodů obnoven.
- Pomník Měška I. Těšínského, zobrazující postavu Měška, byl odhalen v Těšíně v roce 1931, zničen v roce 1939 Němci a po válce obnoven v roce 1951.
- Památník slezských legionářů – tzv. Těšínská Niké byl postaven v roce 1934 v polském Těšíně před Habsburským loveckým palácem. Rekonstruován ve své předválečné podobě byl až v roce 2005.
- Památník na počest padlých na obranu Těšinského Slezska v letech 1918–1920 ve Skočově
- Památník legii v Kielcích postavený v roce 1938 podle sádrového modelu z roku 1917. Němci jej zničili v roce 1939 a z politických důvodů po válce nebyl obnoven. K obnově došlo až po pádu komunismu v roce 1991.
- Pomník Ignace Łukasiewicze v Krosně (1932), zničený v roce 1939 Němci – přestavěn po válce v roce 1973.
- Busta Adama Sikory, zakladatele Parku Sikory v dnešním Českém Těšíně
- Památník maršála Piłsudského na Litevském náměstí v Lublinu, odhalen v roce 2001 podle projektu umělce z roku 1937.

### Architektonické detaily
Samostatnou skupinou uměleckých aktivit Jana Raszky jsou plastiky a sochařské architektonické detaily, které jsou integrovány do podhledů veřejných budov nebo do nich umístěny. Mezi ně patří:
- sochy oslavující profese horníků a hutníků umístěné u vchodu na Univerzitu vědy a techniky AGH a postava sv. Barbary na budově v Krakově. Byly zničeny, ale v roce 1970 je podle originálu znovu vytvořil sochař Bogusz Salwiński.
- alegorie Slezského vojvodství – řada basreliéfů z roku 1928 zdobících budovu Zemského úřadu v Katovicích (zničeno Němci v roce 1939)
- epitaf Mikołaje Reje v interiéru kostela sv. Martina v Krakově
- busta Zygmunta Szczęsnego Felińskiego v kostele sv. Kříže v Krakově
- alegorické vlysy umístěné na fasádě odvolacího soudu v Lodži
- basreliéf těšínské Studny tří bratrů
- basreliéf a architektonické detaily umístěné v činžovním domě Krakovské technické společnosti.

Byl také autorem mnoha menších soch ve dřevě a kameni, zobrazujících scény ze života slezského lidu, např. Baca Kantor z Kozubové.

### Malba
Působil také v oblasti žánrové, náboženské a dekorativní malby. Během legionářského období maloval portréty legionářů a bitevní obrazy vytvořené převážně technikou akvarelu – „U ohně“, „Náš dvorek v Piaseczně“, „Ubytování v Piaseczně“, „Ranní cvičení“ a další.
Maloval také náboženské obrazy a ozdobné detaily, které tvoří výzdobu chrámů v Těšínském Slezsku.

### Medailérství
Vytvořil řadu medailí zobrazujících aktivisty boje za nezávislost, z nichž mnohé znal osobně. Byli to hlavně lidé spojení s polskými legiemi. Zhotovil následující medaile:
- klavírista, skladatel a politik Ignacy Jan Paderewski
- maršál Józef Piłsudski
- generál Józef Haller
- generál Kazimierz Sosnkowski
- generál Edward Śmigły-Rydz
- generál Bolesław Roja
- generál Zygmunt Zieliński

Byl také autorem řady medailí a plaket věnovaných událostem v polské historii, jakož i významným osobnostem a umělcům:
- Medaile z roku 1910 ke 1100. výročí založení města Cieszyn
- Medaile z roku 1910 vyražená při příležitosti 500. výročí bitvy u Grunwaldu
- Medaile z roku 1912 ke stému výročí narození Zygmunta Krasińského

- Medaile z roku 1916 věnovaná padlým legionářům ze Slezska

- Medaile z roku 1918 na památku osvobození Krakova
- Medaile z roku 1918 vyražená při příležitosti vytvoření polských státních drah

- Medaile z roku 1924 k 70. výročí narození Jaceka Malczewského

- Pamětní deska z roku 1927 připomínající přivedení popela Juliusze Słowackého do země a jejich umístění do chrámu ve Wawelu 28. června 1927

Byla to především menší umělecká díla, jako jsou medaile a reliéfy, která byla zahrnuta do sbírek Muzea medailérského umění ve Vratislavi a Národního muzea v Krakově. V současné době se jeho práce nacházejí v řadě měst Malopolska a Slezska.

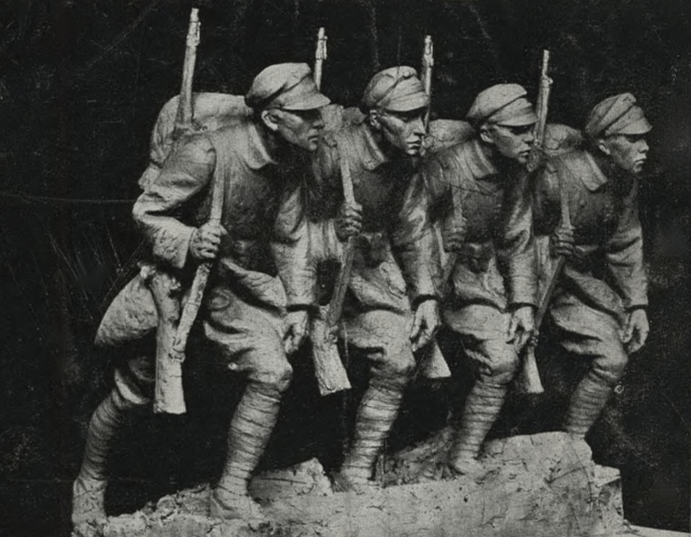
Legionáři
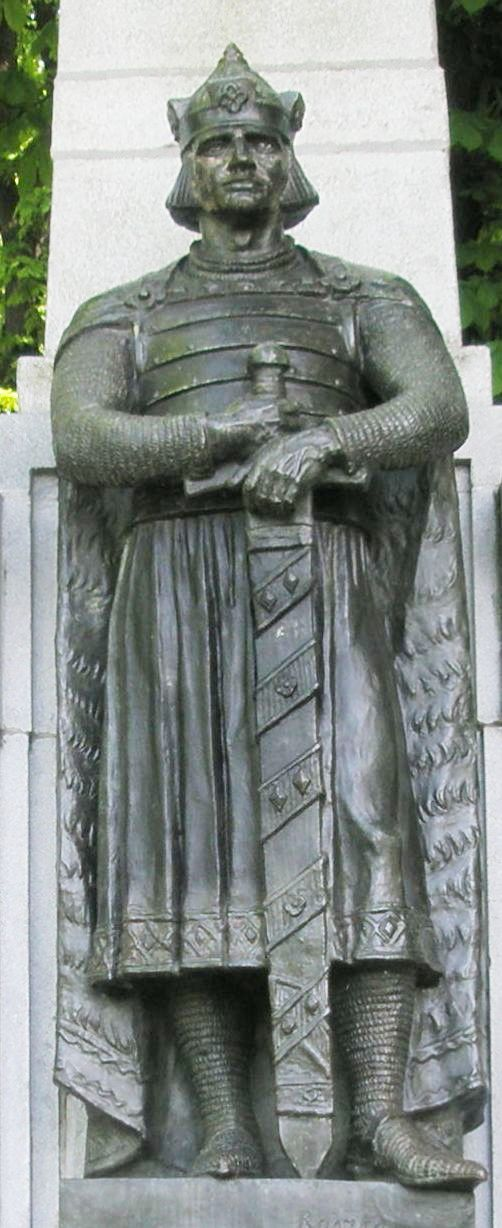
Měšek I. Těšínský (Těšín)
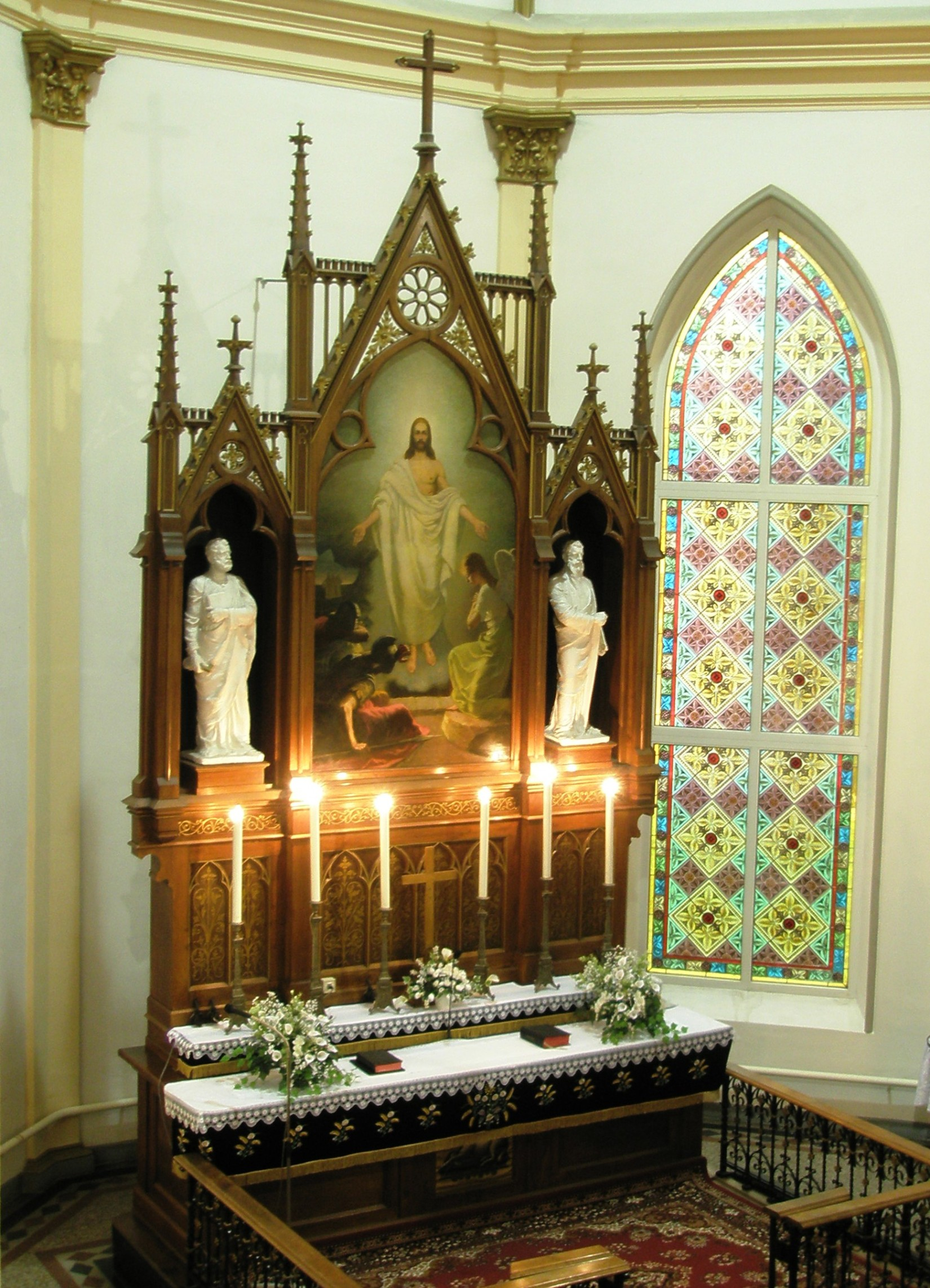
Oltář v evangelickém kostele v Třinci s obrazem a dvěma sochami J. Raszky
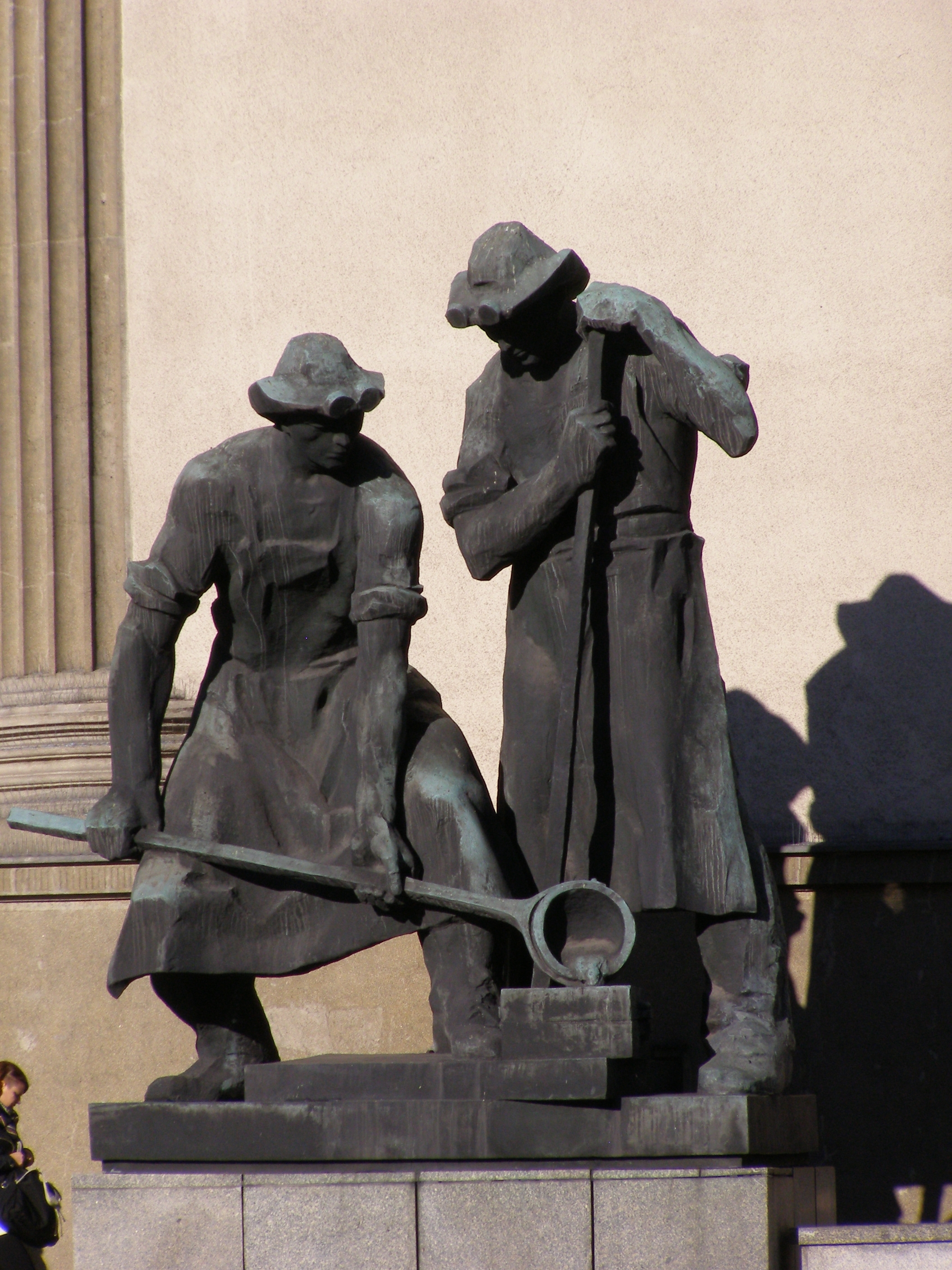
Socha hutníků (AGH Krakov)
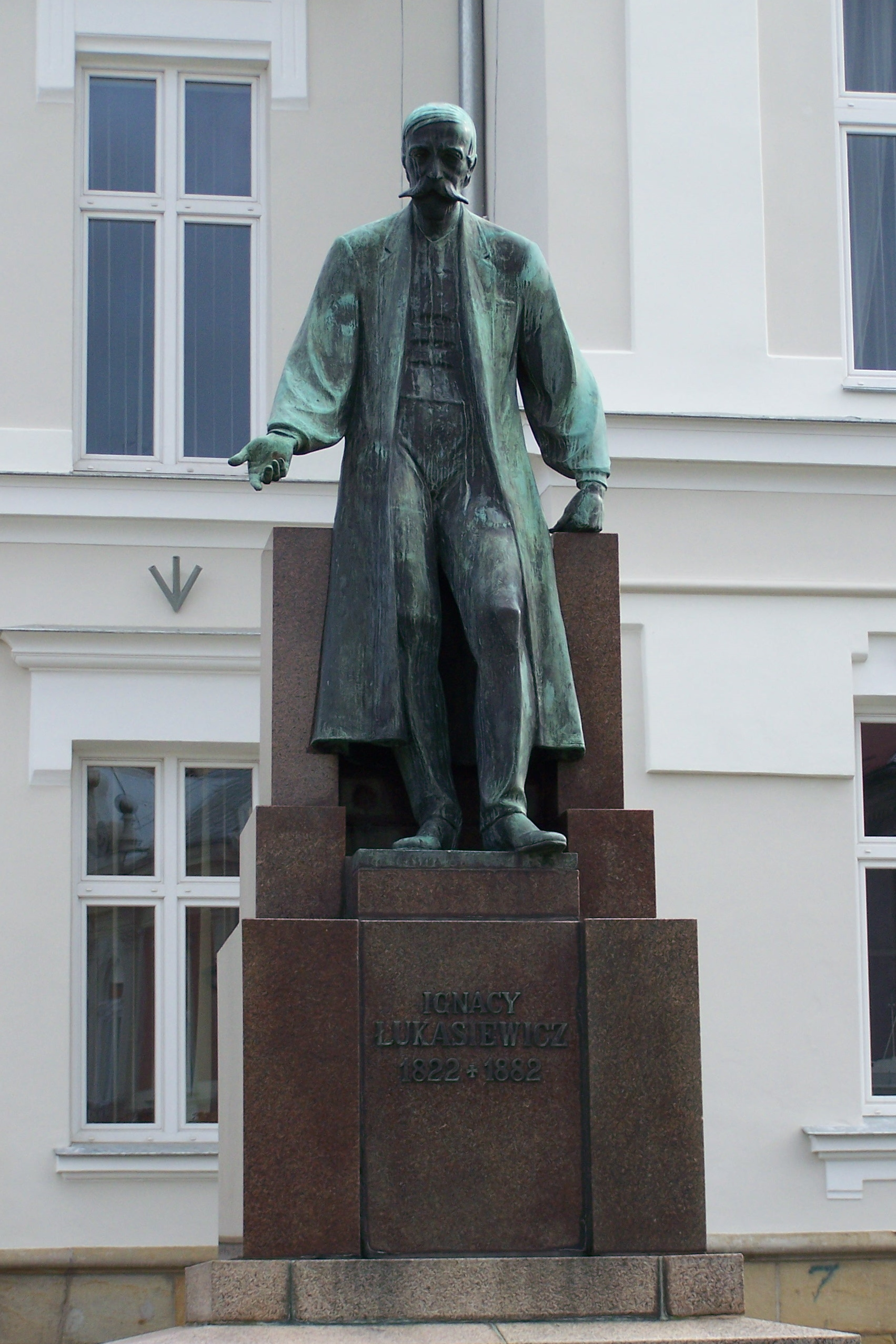
Pomník Ignacyho Łukasiewicze (1932) Krosno
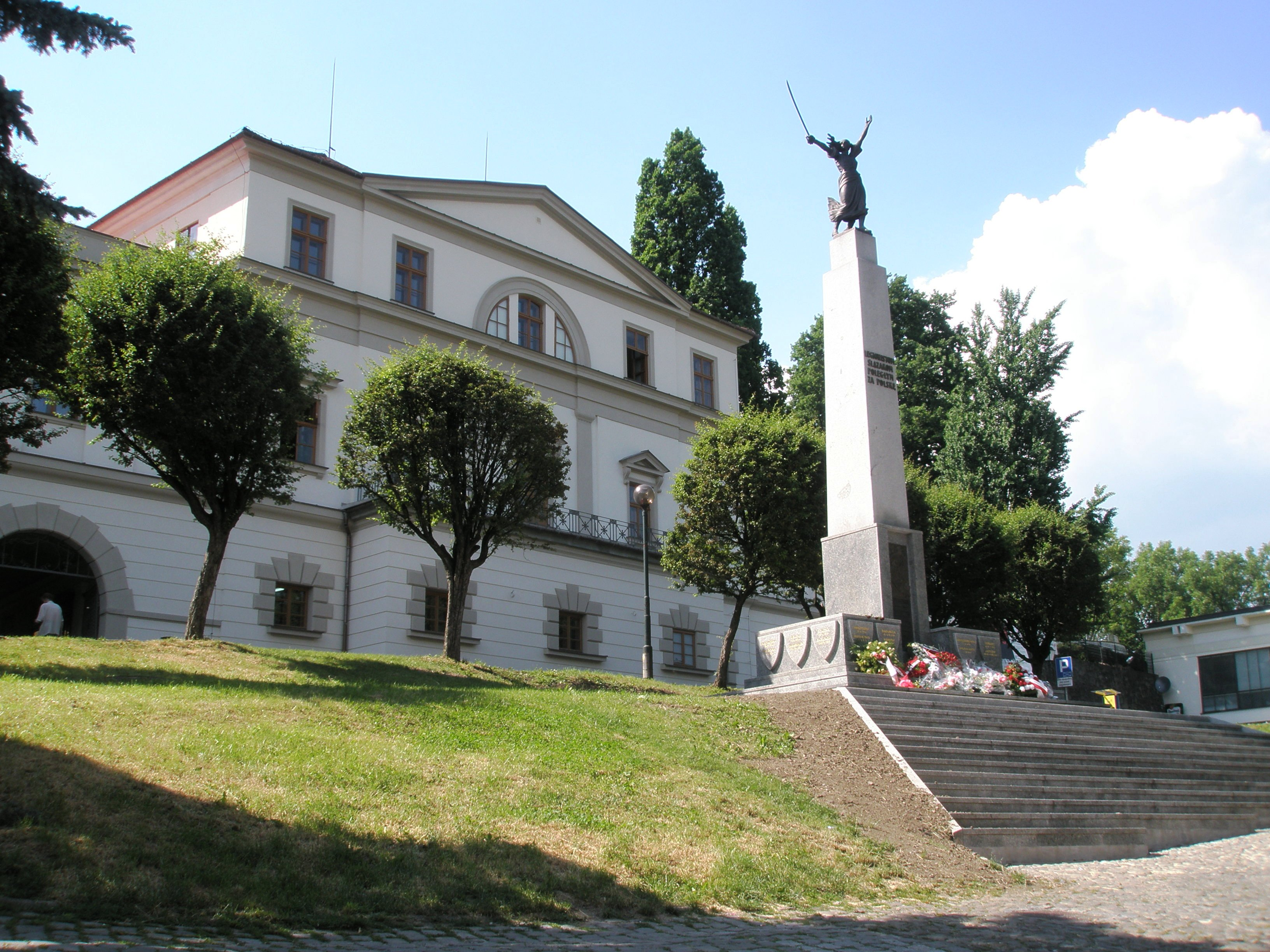
Těšínská Niké
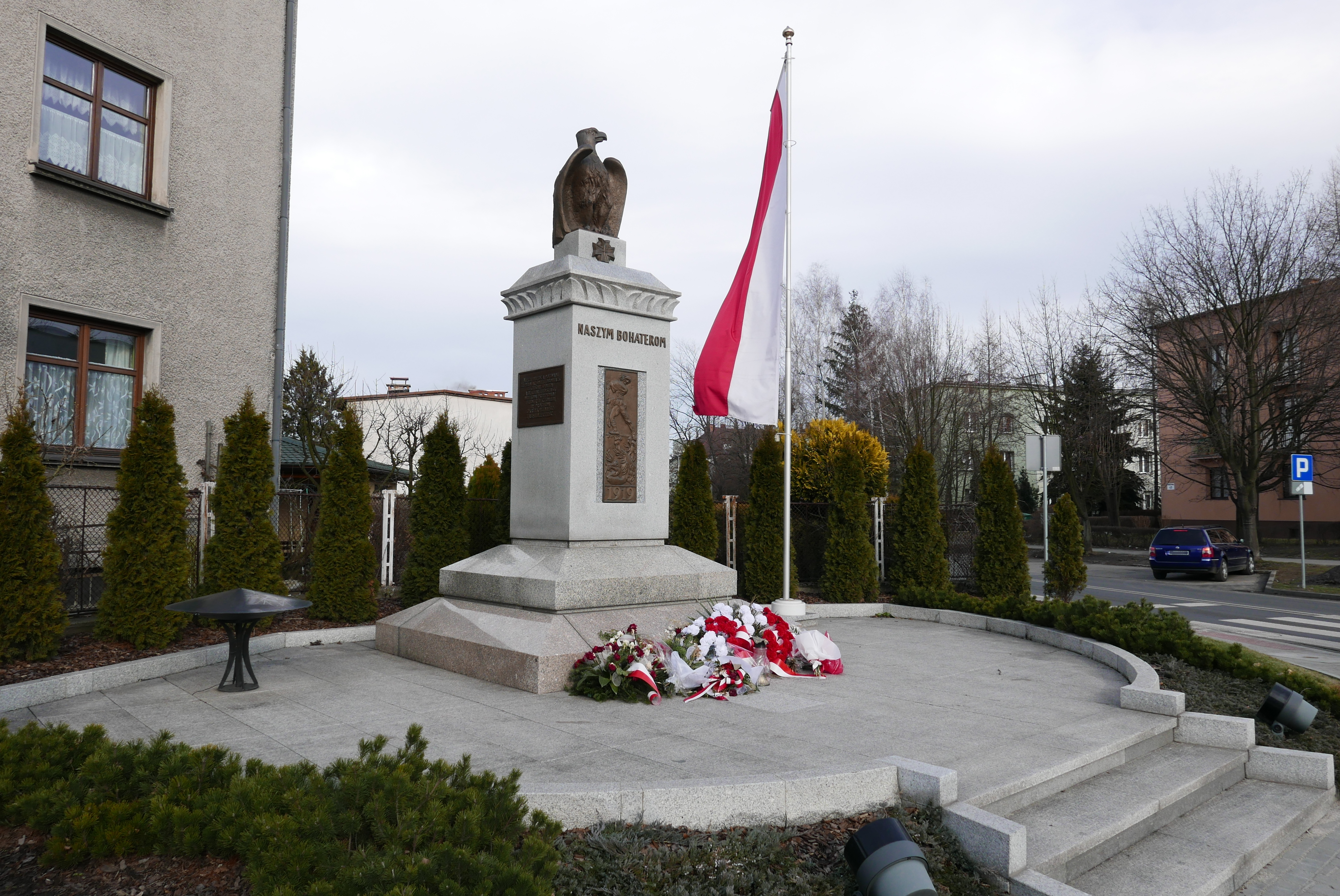
Pomník „Naším hrdinům“ (1919) Skočov

## Ocenění a vyznamenání
- Odznak „Za vlast a svobodu“ udělovaný Nejvyšším národním výborem veteránům polských legií, kteří se k nim poprvé připojili v letech 1914–1915.
- Legionářský kříž (1922)
- Důstojnický kříž francouzského Řádu čestné legie za přípravu polské výstavy na výstavě dekorativního umění v Paříži v roce 1925
- Důstojnický kříž Řádu Polonia Restituta (1929) [18]
- Zlatý kříž za zásluhy
- Medaile za nezávislost

V Těšíně byla po Janu Raszkovi pojmenována ulice.